# Табола Микола Михайлович
Табо́ла Микола Михайлович (9 вересня 1952, село Ключівка, Красилівський район, Хмельницька область, УРСР — 7 серпня 2025, Хмельницький, Україна) — лікар-онкохірург вищої категорії та лікар вищої категорії з організації та управління охорони здоров’я, Заслужений лікар України (2002), член асоціації хірургів гепатологів (1999), член асоціації колопроктологів (2000), член асоціації онкологів та онкоурологів України (2011), заступник директора з медичного обслуговування населення КНП «Хмельницький обласний протипухлинний центр» (2019).

## Біографія
Народився 9 вересня 1952 року в селі Ключівка Красилівського району Хмельницької області. Батько Михайло Федорович працював у рибгоспі рибалкою, мати Марія Петрівна — домогосподарка.

Закінчив Антонінську середню школу (Красилівський район).

1969-1975 — навчання на лікувальному факультеті Вінницького медичного інституту ім.М.І.Пирогова.

1975-1976 — інтернатура по хірургії на базі Хмельницької міської лікарні.

1976-1980 — хірург-онколог Антонінської районної лікарні №2 Красилівського району Хмельницької області.

1980-1982 — навчання у клінічній ординатурі по онкології при Вінницькому медичному інституті ім.М.І.Пирогова.

З 1982 року по теперішній час — лікар-онкохірург Хмельницького обласного онкологічного диспансеру.

1983-1992 — перший начмед нового обласного онкологічного диспансеру.

1992-1997 — завідувач хірургічного відділення №2 Хмельницького обласного онкологічного диспансеру.

1997-2005 — старший ординатор відділення №2 Хмельницького обласного онкологічного диспансеру.

2006-2019 — заступник головного лікаря з медичної частини Хмельницького обласного онкологічного диспансеру.

З 2019 — заступник директора з медичного обслуговування населення КНП «Хмельницький обласний протипухлинний центр».
Одружений. Дружина Лідія Миколаївна — лікар-акушер-гінеколог жіночої консультації №1 Хмельницького міського перинатального центру.

Має дві доньки: Наталія — лікар-акушер-гінеколог жіночої консультації №1 Хмельницького міського перинатального центру, Надія — лікар-онкохірург хірургічного відділення №2 Хмельницького обласного онкологічного диспансеру. Також має онука Івана.
Помер 7 серпня 2025 року.

## Наукова діяльність
З самого початку формування Хмельницького обласного онкологічного диспансеру Микола Михайлович Табола широко запроваджував у роботі закладу нові методики обстеження та лікування онкохворих, нові операції, отримані під час навчання на курсах у провідних інститутах та онкоцентрах України та Росії.

У 1998 році виконав першу у Хмельницькій області операцію на печінці — правобічну гемігепатектомію (видалення правої частки печінки).

Був ініціатором впровадження операції на стравоході торакальним та комбінованим доступом, при пухлинах нирки абдомінальним доступом з видаленням пухлинних тромбів з нижньої порожнистої вени.

Значно вдосконалив операції при пухлинах прямої та товстої кишки з накладанням інвагінаційних анастомозів, із застосуванням зшиваючих апаратів. Розширив кількість сфінктерозберігаючих операцій на прямій кишці, комбінованих та розширених операцій, евісцерацій малого тазу. Став широко використовувати комбіновані методи лікування онкологічних хворих.

Табола М.М. проходив стажування по онкохірургії в США, штат Каліфорнія (2006). Брав участь у багатьох конгресах, з’їздах, симпозіумах, науково-практичних конференціях з онкології в Україні та за кордоном.

Широко займається підготовкою молодих лікарів, лікарів-інтернів, має своїх учнів.

Автор 8 раціоналізаторських пропозицій та більше сотні наукових статей.

Співавтор винаходу «Спосіб діагностики метастатичного ураження внутрішньотазових лімфатичних вузлів» (патент на корисну модель №57467 від 25.02.2011).

## Нагороди та відзнаки
1991 — нагрудний почесний знак «Відмінник охорони здоров’я».

2002 — Заслужений лікар України.

2008 — Почесна грамота Кабінету Міністрів України.

2012 — орден І ст. Комітету координації сприяння правоохоронним органам та військовим формуванням України.

2013 — відзнака Хмельницької обласної державної адміністрації «За заслуги перед Хмельниччиною».

2015 — медаль «За заслуги» ІІ ст. «Асоціації К» Служби Безпеки України.

2016 — медаль «За заслуги» І ст. «Асоціації К» Служби Безпеки України.

Відзнаки Української православної церкви

2012 — орден Святого Миколая Чудотворця.

2014 — орден Покрови Пресвятої Богородиці.

2017 — орден Святого рівноапостольного князя Володимира І ст.

2017 — медаль «За жертовність і любов до України».

## Благодійність
Микола Михайлович завжди пам’ятає свою малу батьківщину.

Надає спонсорську допомогу та матеріальну підтримку Антонінській середній школі, де навчався, районній лікарні, де починав трудовий шлях, церкві Покрови Пресвятої Богородиці (с.Ключівка Красилівського району).

За його активної участі в школі відкрито куточок бойової слави воїнів АТО, вийшли з друку книжки «Антоніни мій рідний край», «Гордість Антонінської землі».